# セント・アン教区
セント・アン教区（セント・アンきょうく、英語: Saint Ann Parish）は、ミドルセックス郡にあり、ジャマイカの北の海岸に位置する。ジャマイカ最大の教区。州都はセント・アンズ・ベイ。その自然の美しさから、「ジャマイカの庭」とも呼ばれている。セント・アンはバーニング・スピア、ボブ・マーリー、そしてジャマイカの7人の国民的英雄の一人であるマーカス・ガーベイ(1940年没)の生地である。主要産業は鉱業、農業、ボーキサイト、 製造業など。

## 小史
セント・アン教区は、西暦600年から650年頃にすでに人が住んでいたとされる、ジャマイカの島で最古の居住地のひとつである。タイノ族、アラワク族の拠点があったと信じられている。クリストファー・コロンブスが1494年に最初にジャマイカに来たとき、セント・アンの岸に着陸した。ジャマイカでの最初のスペイン人の拠点はセビリャ・ラ・ヌエバ(現在のセヴィリア)で、セント・アンズ・ベイの西に位置する。スペイン領時代の初代の知事、ホアン・デ・エスキベルによって、セント・アンズ・ベイは、アメリカ大陸にスペイン人によって設立された三番目の都となった。1526年に、最初のテンサイの圧搾機はスペイン人によってセビーリャ・ラ・ヌエバに設立された。
1655年、英国がジャマイカを捕らえた時には、セント・アンズ・ベイは多くの倉庫と埠頭のある漁港として発展した。セント・アン教区は、ジェームズ2世の最初の妻、アン・ハイドにちなんで名付けられた。オチョ・リオスはジャマイカ有数の観光地と現代的な街として発展した。
この街の開発は、レイノルズ・ジャマイカ鉱業が鉱山からボーキサイト鉱石を出荷するための港を街の西に開発した時に始まった。
1960年代に、セント・アン開発審議会は、オーチョ・リオスを現代的な街にするために組織的な開発をはじめた。

## 隣接行政区画
- セント・メアリー教区
- セント・キャサリン教区
- クラレンドン教区
- トレローニー教区